# Jacques-Louis Ménétra
Jacques-Louis Ménétra, de son nom de compagnon Parisien le Bienvenu, né le 13 juillet 1738 à Paris (paroisse Saint-Germain-l'Auxerrois), mort le 13 mai 1812 à Saint-Cloud (département des Hauts-de-Seine), est un artisan verrier français. 

## Biographie
Jacques-Louis Ménétra est le fils d'un artisan verrier de Paris. Il est reçu compagnon à Tours en 1757 et effectue jusqu'en 1763 son tour de France. 
Ménétra se marie en 1765 à Paris. Durant la Révolution française, il vit rue Pavée-Saint-Sauveur. Il meurt en 1812 à Saint-Cloud. 

## LeJournal de ma vie
En 1977, l'historien Daniel Roche découvre, à la Bibliothèque historique de la ville de Paris, un manuscrit de 331 feuillets intitulé Journal de ma vie, rédigé par Jacques-Louis Ménétra entre 1764 et 1802. En 1982, il publie le Journal de ma vie annoté, commenté et ponctué aux Éditions Montalba, réédité en 1998 aux Éditions Albin Michel et préfacé par l'historien américain Robert Darnton. 
Le Journal de ma vie constitue un témoignage précieux. Selon l'historien Michel Porret, il s'agit d'une source précieuse pour l'histoire sociale du XVIIIe siècle. Il s'agit également du seul témoignage connu d'un compagnon au XVIIIe siècle, alors que la plupart des récits de compagnonnage émergent à partir du milieu du XIXe siècle. 